# Hypena jugalis
Hypena jugalis là một loài bướm đêm trong họ Erebidae.